# Italici
Italici.- Kolektivni naziv za grupu ranih indoeuropskih naroda koji u II. tisućljeću ili pred kraj II. tisućljeća prije Krista dolaze i naseljavaju srednju i južnu Italiju. Jezično među njima razlikuju se dvije glavne grane, to su
- 1) Latino-Falisci i Osko-Umbrijci (Oskičko-Umbrijski narodi). Falisci su obitavali na nevelikom području sjeverno i istočno od Rima i pod jakim utjecajem Etruraca, dok su njihovi gradovi Falerii, Faliscus i Ferentinus kolonizirani od Rimljana. Već početkom nove ere jezik ovog naroda je nestao. Latini, njihovi poznatiji srodnici živjeli su u 10. i 9. stoljeću prije Krista na lijevoj obali Tibera. Klasični latinski koji se javlja u 6. stoljeću prije Krista nestat će do 4. ili 5 stoljeća nove ere. On vulgarizira i nastaje tradicionalni latinski jezik koji se širi preko cijele Europe.
- 2) Oskičko-Umbrijski narodi sastoje se od 4 glavne skupine, to su Osci, Umbri, Volsci (Volščani) i Piceni, a podijeljeni su po plemenima. Osci se sastoje od plemena Samniti, Marrucini, Paeligni i Vestini, a rasprostranjeni su po središnjoj i južnoj Italiji, a usput asimiliraju i ne-indoeuropske skupine na koje su tamo naišli. U 5 stoljeću prije Krista oskički je najrasprostranjeniji u italskim zemljama. U prvoj polovici prvog milenija prije Krista Umbri su naseljeni na jadranskoj obali sjeverno i zapadno od Picena, i u kontaktu su s Etruščanima. Drugi narodi njima jezično srodni su Volsci (Volscii), Paeligni (Peligni), Piceni i Aurunci. Volsci žive uz Tirensko more i južno od Rima i često se spominju u latinskim izvorima. Plemena kao što su Marsi, Ekvi (Aequi), Hernici i Sabini iz središnje Italije također su pripadala Volščansko-Umbrijskoj podgrupi. Blizina Rima utjecala je da su Umbri veoma brzo pali pod latinski utjecaj. Pleme što ga znamo pod imenom Aurunci, ogranak su Volsca, a služili se aurunskim dijalektom. Najmanje jedno pleme porijeklom nije indoeuropsko, a pripada ovoj skupini naroda, to su italizirani Piceni,  'djetlićev narod' , koji su obožavali djetlića kao svetu životinju, a ime im dolazi od latinskog picus= djetlić. Zbog svoga susjedstva s Umbrima, picenski postaje italskim jezikom. nakon što su Piceni asimilirani od Umbra i Rimljana u 2 stoljeću prije Krista, njihov jezik kompletno nestaje.

## Kultura
Italici su bili poljodjelci i pastiri, ruralno stanovništvo koje u patrijarhatu živi po selima a plemena imaju i svoje svete životinje, od kojih je najpoznatija rimska vučica. Tijekom Bakrenog doba u području planina Colli Albani, što su ga Rimljani nazivali Albanus Mons, i upravo južno od ušća Tibera, živjeli su italski Latini, plemena što će sredinom 8. stoljeća prije Krista na Palatinu u močvarnoj depresiji što okružuje rijeku osnovati grad Rim (Roma). Grad i teritorij naseljen Latinima postupno će se širiti kroz kraljevski period između 753. i 510. prije Krista, pod vodstvom svojih sedam kraljeva Romulus, Numa Pompilius (Numa Pompilije), Tullus Hostilius (Tul Hostilije), Ancus Marcius (Anko Marcije), Tarquin Priscus (Tarkvinije Prisk), Servius Tullius (Servije Tulije) i Lucio Tarquinio (Lucije Tarkvinije Oholi; poznat i kao Tarquinio il Superbo). Stvorit će se nova nacija kojoj su Latini dali temelje i ona će biti pod snažnim utjecajem Etruščana. Italsko ime sačuvalo se u imenu države i naroda koji su nastali na njihovim temeljima. 

## Jezici
Italski jezici spadaju u indoeuropsku jezičnu porodicu. Dijele se na oskičko-umbrijske i latinsko-faliskičke jezike.
Oskički jezik se govorio na jugu Italije, u Lucaniji, Apuliji i Brutiji. Najstariji natpisi na tom jeziku su Cippus Abellanus i Tabula Bantina. Najstariji natpis na umbrijskom jeziku pronađen je sjeveroistočno od Rima u Gubbiu, a potječe iz 3. st. pr. Kr.
Na Fibuli Praenestini pronađen je najstariji natpis na latinskom jeziku. Na nju je ugravirano: MANIOS MED FHEFHAKED NVMASIOI tj. na klasičnom latinskom Manius me fecit Numerio (Manije me napravio za Numerija). Također u najstarije spomenike latinskog jezika spadaju Lapis niger, Duenov natpis i Zakonik XII ploča (Leges XII Tabularum).
Najstariji primjer faliskičkog jezika je natpis FOIED VINO PIPAFO CRA CAREFO tj. na klasičnom latinskom Hodie vinum bibam cras carebo (Danas pijem vino sutra ću oskudijevati).